# Orgosolo
Orgosolo är en stad på Sardinien i provinsen Nuoro. Kommunen hade 4 176 invånare (2017). Orgosolo gränsar till kommunerna Dorgali, Fonni, Mamoiada, Nuoro, Oliena, Talana, Urzulei och Villagrande Strisaili.